# Cethosia mahratta
Cethosia mahratta är en fjärilsart som beskrevs av Moore 1872. Cethosia mahratta ingår i släktet Cethosia och familjen praktfjärilar. Inga underarter finns listade i Catalogue of Life.